# Aulonemia clarkiae
Aulonemia clarkiae är en gräsart som beskrevs av Gerrit Davidse och Richard Walter Pohl. Aulonemia clarkiae ingår i släktet Aulonemia och familjen gräs. Inga underarter finns listade i Catalogue of Life.